# Trnovo (Lublana)

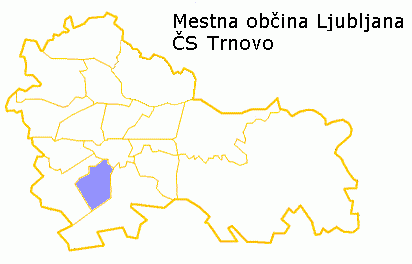
Trnovo na tle całej Aglomeracji Lublana

Trnovo (słoweń. Četrtna skupnost Trnovo) – dystrykt Aglomeracji Lublany, stolicy Słowenii. Zajmuje powierzchnię 718 ha. Liczba mieszkańców wynosi 16 777 (2020). 
Trnovo było najstarszą podmiejską osadą Lublany. Znajdują się tam rzymskie mury Emony (Rimski Zid). Pozostałości rzymskich ruin oraz wykopaliska centralnego ogrzewania można znaleźć w ogrodzie sławnego malarza, Riharda Jakopiča. Godny uwagi jest także kościół Św. Jana Chrzciciela oraz Most Trnovski wykonany przez mieszkającego w tymże dystrykcie architekta Jožego Plečnika. 
W Trnovie mieszkał też m.in. duchowny i pisarz Fran Saleški Finžgar. 
Przed II wojną światową na ulicy Ziherlovej w Trnovie miało miejsce "gniazdo" organizacji Sokół, Partizan Trnovo.